# Andrea Peron
Andrea Peron nacido el 14 de agosto de 1971 en Varese, en la región de Lombardía es un exciclista Italiano. Pasó a profesional en 1993 y se retiró en 2006. 
En 2011, Andrea dio positivo por efedrina en una prueba de esquí alpino.

## Palmarés[2]
| 1991 - Campeón del mundo en contrarreloj por equipos 1992 - Medalla de plata en los 100 km por equipos de los Juegos Olímpicos de 1992 - 1 etapa de la Carrera de la Paz - Piccolo Giro de Lombardía 1994 - Hamilton Bank Classic - 1 etapa del Tour DuPont - 1 etapa de la Hofbrau Cup 1995 - 1 etapa del Tour DuPont | 1996 - Vuelta a Castilla y León, más 1 etapa 2001 - Campeón de Italia contrarreloj 2003 - Florencia-Pistoia 2004 - 2.º en el Campeonato de Italia contrarreloj |

## Resultados en las grandes vueltas
| Carrera              | 1993 | 1994 | 1995 | 1996 | 1997 | 1998 | 1999 | 2000 | 2001 | 2002 | 2003 | 2004 | 2005 | 2006 |
| -------------------- | ---- | ---- | ---- | ---- | ---- | ---- | ---- | ---- | ---- | ---- | ---- | ---- | ---- | ---- |
| Giro de Italia       | -    | -    | -    | -    | -    | -    | 56.º | 74.º | 43.º | 73.º | -    | -    | 77.º | -    |
| Tour de Francia      | Ab.  | 61.º | 44.º | -    | 56.º | -    | 10º  | -    | -    | 53.º | 54.º | 64.º | -    | -    |
| Vuelta a España      | -    | -    | 79.º | 8º   | -    | -    | -    | 58.º | -    | -    | -    | -    | 77.º | -    |
| Mundial en Ruta      | -    | -    | -    | -    | -    | -    | -    | -    | -    | -    | -    | -    | -    | -    |
| Mundial Contrarreloj | -    | -    | -    | 5º   | -    | -    | -    | -    | -    | -    | -    | 11º  | -    | -    |

-: no participa

Ab.: abandono